# Jabaquara AC
Jabaquara AC is een Braziliaanse voetbalclub uit Santos in de staat São Paulo. De club speelde tussen 1927 en 1963 30 seizoenen in de hoogste klasse van het Campeonato Paulista. Samen met Barueri is Jabaquara de enige club in de staat die in alle zes de klassen van het Campeonato Paulista speelde.

## Geschiedenis
De club werd in 1914 opgericht als Hespanha Foot Ball Club door Spaanse immigranten. In 1927 speelde de club voor het eerst in het Campeonato Paulista. Een jaar eerder was de competitie in twee gesplitst, in een prof- en amateurcompetitie. Hespanha ging in de amateurcompetitie spelen en werd in het eerste seizoen vicekampioen achter Paulistano, destijds nog de succesvolste club van de staat. Na nog een derde en vijfde plaats werden de beide competities in 1930 samengevoegd en was er voorlopig geen plaats meer voor Jabaquara bij de top. In 1935 keerde de club terug. De club had zware concurrentie van stadsrivalen Santos en Portuguesa Santista, die meestal boven Hespanha eindigden. In 1942 werd de club gedwongen om de naam te wijzigen omdat de regering niet wilde dat een club naar een land vernoemd werd en koos voor Jabaquara. In 1945 eindigde de club op een vijfde plaats, de beste notering in jaren. De volgende jaren eindigde de club meestal onderaan. In 1951 moest de club na een laatste plaats zelfs een degradatie play-off spelen tegen tweedeklasser XV de Jaú. De heenwedstrijd werd met zware 5-0 cijfers verloren. De club won de terugwedstrijd met 2-0 en omdat in die tijd doelsaldo niet van belang was kwam er een derde wedstrijd die de club ook won en zo in de hoogste klasse bleef. Een jaar later degradeerde de club wel. Na twee seizoenen afwezigheid keerden ze terug. De club hield het vol tot 1963 en verdween dan definitief uit de hoogste afdeling. Na nog vier seizoenen in de tweede divisie moest de club zich daar wegens financiële problemen terugtrekken en werd een amateurclub.
In 1977 keerde de club terug naar de competitie en moest beginnen in de vierde divisie. De club kon nog twee keer doorstoten tot de tweede divisie, maar kon daar het behoud niet verzekeren. In 1993 degradeerde de club ook uit de derde divisie. In 2002 zat de club op een dieptepunt toen ze in de zesde divisie speelden. Sinds 2005 spelen ze onafgebroken in de vierde divisie.

## Overzicht seizoenen Campeonato Paulista
| Competitie      | Aantal | Periode                                |
| --------------- | ------ | -------------------------------------- |
| Série A1        | 30     | 1927-1929, 1935-1952, 1955-1963        |
| Série A2        | 6      | 1964-1967, 1980, 1982                  |
| Série A3        | 12     | 1981, 1983-1993                        |
| Segunda Divisão | 27     | 1977-1979, 1994-1999, 2005-2020, 2022- |
| Série B2        | 4      | 2000-2001, 2003-2004                   |
| Série B3        | 1      | 2002                                   |

## Bekende ex-spelers
- Gilmar